# 151 km (przystanek kolejowy w obwodzie tarnopolskim)
151 km (ukr. 151 км, ros. 151 км) – przystanek kolejowy w miejscowości Tarnopol, w obwodzie tarnopolskim, na Ukrainie. Położony jest na linii Szepetówka – Tarnopol.